# Bernard de Colmont
Bernard de Saint-Julle de Colmont est un anthropologue, inventeur et aventurier français. Il est connu pour ses expéditions ethnographiques auprès des Amérindiens Lacandons du Mexique de 1934 à 1936, ainsi que pour avoir descendu en kayak la Green River et le Colorado aux États-Unis en 1938. À partir des années 1950, il s'installe à Saint-Tropez où il accueille notamment le tournage du film Et Dieu… créa la femme avec Brigitte Bardot (1956) sur sa propriété de la plage de Pampelonne.

## Rencontre des Lacandons
En 1934-1935 et en 1936, Bernard de Colmont réalise deux expéditions au contact des Lacandons, un peuple jusqu'alors isolé du Chiapas (Mexique). Il en tire un film documentaire de 17 minutes, pionnier du cinéma ethnographique : Un Monde se meurt (1936).

## Descente du Colorado en kayak
Bernard de Colmont descend pour la première fois en kayak la Green River et le Colorado, dans l'État du même nom en 1938. Il est accompagné de sa femme, Geneviève de Colmont, et d'Antoine de Seynes. 
Leur réussite tient notamment au choix de kayak du même type que ceux utilisés par les Inuits (structure bois recouverte d'un textile étanche), alors que leurs prédécesseurs dans cette aventure avaient échoué sur de lourdes barques en bois. Le kayak d'Antoine de Seynes est exposé dans la salle d'honneur du musée du Centre national d'entraînement commando de Mont-Louis dans les Pyrénées-Orientales. 
Équipés d'une caméra ultramoderne pour l'époque, ils ont ramené des images de cet exploit, qui a fait l'objet d'un film en 1942 : La Rivière enchantée (réalisateur : Roger Verdier). 
En 2015, grâce à un financement participatif sur Kickstarter, 3 américains ont refait cette descente, équipés d'un matériel actuel, et sur une rivière en partie domptée par plusieurs barrages. Un film a été réalisé à cette occasion : Voyageurs sans traces (réalisateur : Ian McCluskey). Ce film permet de mettre en avant cet exploit sportif, méconnu en France (la guerre éclate peu après leur retour en France).

## Autres activités
Bernard de Colmont est l'inventeur du Filneige, un téléski à câble bas, utilisé par certaines stations de ski.
Il est aussi le créateur (avec sa femme Geneviève) du Club 55, sur la plage de Pampelonne (qu'il découvre en 1947 à l'occasion du tournage d'un documentaire sur le transport d'orange), célèbre à Saint-Tropez, pour avoir notamment accueilli Brigitte Bardot lors du tournage de Et Dieu… créa la femme,,.
Il meurt peu de temps après son épouse vers 1972. Ses enfants Jean, Patrice, et Véronique reprennent le Club 55 à sa suite.